# Населення КНР
Чисельність населення Китаю за підсумками 2024 року склала 1 мільярд 408 мільйонів осіб, за даними Національного статистичного бюро (NBS). У 2022—2023 роках чисельність стабільно знижувалась. За даними Національного статистичного бюро (NBS) чисельність населення 2023 року становила 1,409 млрд осіб. У 2023 році за рейтингом держав з найбільшою кількістю населення перше місце зайняла Індія. У 2024 році населення Китаю зменшилось на 1 мільйон 390 тисяч осіб, народжуваність збільшилась. Експерти пов'язують скорочення населення з політикою однієї дитини та урбанізацією, що збільшило витрати на виховання дітей. Також важливим чинником на думку експертів є зростання витрат на догляд за літніми людьми.
Чисельність населення 2015 року становила 1,367 млрд осіб (2-ге місце у світі). Чисельність китайців стабільно збільшувалася до 2021—2022 року, народжуваність 2015 року становила 12,49 ‰ (159-те місце у світі), смертність — 7,53 ‰ (112-те місце у світі), природний приріст — 0,5 % (162-ге місце у світі) . 

## Природний рух
Для природного руху населення Китаю за останні десятиліття характерні зниження коефіцієнтів народжуваності і смертності. Природний приріст населення знизився до 1,2 % на рік. Тепер щороку населення Китаю збільшується на 12—14 млн людей. Демографія Китаю характеризується великою кількістю населення з низькою питомою вагою молоді, що частково є результатом політики однієї дитини.

### Відтворення
У 2023 році народжуваність у Китаї упала до 6,39 народжених на 1000 осіб.
Народжуваність у Китаї, станом на 2015 рік, дорівнює 12,49 ‰ (159-те місце у світі). Коефіцієнт потенційної народжуваності 2015 року становив 1,6 дитини на одну жінку (181-ше місце у світі). Рівень застосування контрацепції 84,6 % (станом на 2006 рік).
Смертність у Китаї 2015 року становила 7,53 ‰ (112-те місце у світі). Смертність у 2023 році становила 7, 87 смертей на 1000 осіб.
Природний приріст населення в країні 2015 року становив 0,45 % (162-ге місце у світі).

Тренди народжуваності (помаранчевий) і смертності (зелений) (англ.)

### Природний приріст населення Китайської Народної Республіки з 1950 року[7]
| Рік  | Чисельність населення (тис) | Кількість живих народжень | Кількість смертей | Природний приріст | Народжуваність (‰) | Смертність (‰) | Природний приріст (‰) | Фертильність |
| ---- | --------------------------- | ------------------------- | ----------------- | ----------------- | ------------------ | -------------- | --------------------- | ------------ |
| 1950 | 546815                      | 20232000                  | 9843000           | 10389000          | 37,0               | 18,0           | 19,0                  |              |
| 1951 | 557480                      | 21073000                  | 9923000           | 11150000          | 37,8               | 17,8           | 20,0                  |              |
| 1952 | 568910                      | 21050000                  | 9671000           | 11379000          | 37,0               | 17,0           | 20,0                  |              |
| 1953 | 581390                      | 21511000                  | 8139000           | 13372000          | 37,0               | 14,0           | 23,0                  |              |
| 1954 | 595310                      | 22604000                  | 7846000           | 14758000          | 37,97              | 13,18          | 24,79                 |              |
| 1955 | 608655                      | 19842000                  | 7474000           | 12368000          | 32,60              | 12,28          | 20,32                 |              |
| 1956 | 621465                      | 19825000                  | 7085000           | 12740000          | 31,90              | 11,40          | 20,50                 |              |
| 1957 | 637405                      | 21691000                  | 6884000           | 14807000          | 34,03              | 10,80          | 23,23                 |              |
| 1958 | 653235                      | 19088000                  | 7826000           | 11262000          | 29,22              | 11,98          | 17,24                 |              |
| 1959 | 666005                      | 16504000                  | 9717000           | 6787000           | 24,78              | 14,59          | 10,19                 |              |
| 1960 | 667 070                     | 13 915 000                | 16 964 000        | −3 049 000        | 20,86              | 25,43          | −4,57                 |              |
| 1961 | 660330                      | 11899000                  | 9403000           | 2496000           | 18,02              | 14,24          | 3,78                  |              |
| 1962 | 665770                      | 24640000                  | 6671000           | 17969000          | 37,01              | 10,02          | 26,99                 |              |
| 1963 | 682335                      | 29593000                  | 6851000           | 22742000          | 43,37              | 10,04          | 33,33                 |              |
| 1964 | 698355                      | 27334000                  | 8031000           | 19303000          | 39,14              | 11,50          | 27,64                 |              |
| 1965 | 715185                      | 27091000                  | 6794000           | 20297000          | 37,88              | 9,50           | 28,38                 |              |
| 1966 | 735400                      | 25776000                  | 6494000           | 19282000          | 35,05              | 8,83           | 26,22                 |              |
| 1967 | 754550                      | 25625000                  | 6361000           | 19264000          | 33,96              | 8,43           | 25,53                 |              |
| 1968 | 774510                      | 27565000                  | 6359000           | 21206000          | 35,59              | 8,21           | 27,38                 |              |
| 1969 | 796025                      | 27152000                  | 6392000           | 20760000          | 34,11              | 8,03           | 26,08                 |              |
| 1970 | 818315                      | 27356000                  | 6219000           | 21137000          | 33,43              | 7,60           | 25,83                 |              |
| 1971 | 841105                      | 25780000                  | 6157000           | 19623000          | 30,65              | 7,32           | 23,33                 |              |
| 1972 | 862030                      | 25663000                  | 6560000           | 19103000          | 29,77              | 7,61           | 22,16                 |              |
| 1973 | 881940                      | 24633000                  | 6209000           | 18424000          | 27,93              | 7,04           | 20,89                 |              |
| 1974 | 900350                      | 22347000                  | 6609000           | 15738000          | 24,82              | 7,34           | 17,48                 |              |
| 1975 | 916395                      | 21086000                  | 6708000           | 14378000          | 23,01              | 7,32           | 15,69                 |              |
| 1976 | 930685                      | 18530000                  | 6747000           | 11783000          | 19,91              | 7,25           | 12,66                 |              |
| 1977 | 943455                      | 17860000                  | 6482000           | 11378000          | 18,93              | 6,87           | 12,06                 |              |
| 1978 | 956165                      | 17450000                  | 5976000           | 11474000          | 18,25              | 6,25           | 12,00                 |              |
| 1979 | 969005                      | 17268000                  | 6018000           | 11250000          | 17,82              | 6,21           | 11,61                 |              |
| 1980 | 981235                      | 17868000                  | 6221000           | 11647000          | 18,21              | 6,34           | 11,87                 |              |
| 1981 | 993885                      | 20782000                  | 6321000           | 14461000          | 20,91              | 6,36           | 14,55                 |              |
| 1982 | 1008065                     | 21260000                  | 6653000           | 14607000          | 22,28              | 6,60           | 15,68                 |              |
| 1983 | 1020180                     | 18996000                  | 7223000           | 11773000          | 20,19              | 6,90           | 13,29                 |              |
| 1984 | 1034750                     | 18022000                  | 6890000           | 11132000          | 19,90              | 6,82           | 13,08                 |              |
| 1985 | 1045320                     | 21994000                  | 7087000           | 14907000          | 21,04              | 6,78           | 14,26                 |              |
| 1986 | 1066790                     | 23928000                  | 7318000           | 16610000          | 22,43              | 6,86           | 15,57                 |              |
| 1987 | 1084035                     | 25291000                  | 7285000           | 18006000          | 23,33              | 6,72           | 16,61                 |              |
| 1988 | 1101630                     | 24643000                  | 7315000           | 17328000          | 22,37              | 6,64           | 15,73                 |              |
| 1989 | 1118650                     | 24140000                  | 7316000           | 16824000          | 21,58              | 6,54           | 15,04                 |              |
| 1990 | 1135185                     | 23910000                  | 7570000           | 16340000          | 21,06              | 6,67           | 14,39                 |              |
| 1991 | 1150780                     | 22650000                  | 7710000           | 14940000          | 19,68              | 6,70           | 12,98                 |              |
| 1992 | 1164970                     | 21250000                  | 7740000           | 13510000          | 18,24              | 6,64           | 11,60                 |              |
| 1993 | 1178440                     | 21320000                  | 7820000           | 13500000          | 18,09              | 6,64           | 11,46                 |              |
| 1994 | 1191835                     | 21100000                  | 7740000           | 13360000          | 17,70              | 6,49           | 11,21                 |              |
| 1995 | 1204855                     | 20630000                  | 7920000           | 12710000          | 17,12              | 6,57           | 10,55                 |              |
| 1996 | 1217550                     | 20670000                  | 7990000           | 12680000          | 16,98              | 6,56           | 10,41                 |              |
| 1997 | 1230075                     | 20380000                  | 8010000           | 12370000          | 16,57              | 6,51           | 10,06                 |              |
| 1998 | 1241935                     | 19420000                  | 8070000           | 11350000          | 15,64              | 6,50           | 9,14                  |              |
| 1999 | 1252735                     | 18340000                  | 8090000           | 10250000          | 14,64              | 6,46           | 8,18                  |              |
| 2000 | 1262645                     | 17710000                  | 8140000           | 9570000           | 14,03              | 6,45           | 7,58                  | 1,22         |
| 2001 | 1271850                     | 17020000                  | 8180000           | 8840000           | 13,38              | 6,43           | 6,95                  |              |
| 2002 | 1280400                     | 16470000                  | 8210000           | 8260000           | 12,86              | 6,41           | 6,45                  |              |
| 2003 | 1288400                     | 15990000                  | 8250000           | 7740000           | 12,41              | 6,40           | 6,01                  |              |
| 2004 | 1296075                     | 15930000                  | 8320000           | 7610000           | 12,29              | 6,42           | 5,87                  |              |
| 2005 | 1303720                     | 16170000                  | 8490000           | 7680000           | 12,40              | 6,51           | 5,89                  | 1,33         |
| 2006 | 1311020                     | 15840000                  | 8920000           | 6920000           | 12,09              | 6,81           | 5,28                  |              |
| 2007 | 1317885                     | 15940000                  | 9130000           | 6810000           | 12,10              | 6,93           | 5,17                  |              |
| 2008 | 1324655                     | 16080000                  | 9350000           | 6730000           | 12,14              | 7,06           | 5,08                  |              |
| 2009 | 1331380                     | 16150000                  | 9430000           | 6720000           | 11,95              | 7,08           | 4,87                  |              |
| 2010 | 1337825                     | 15920000                  | 9510000           | 6410000           | 11,90              | 7,11           | 4,79                  | 1,18         |
| 2011 | 1344130                     | 16040000                  | 9600000           | 6440000           | 11,93              | 7,14           | 4,79                  |              |
| 2012 | 1353821                     | 16350000                  | 9660000           | 6690000           | 12,07              | 7,14           | 4,93                  |              |
| 2013 | 1360720                     | 16400000                  | 9720000           | 6680000           | 12,08              | 7,16           | 4,92                  |              |
| 2014 | 1367820                     | 16870000                  | 9770000           | 7100000           | 12,37              | 7,16           | 5,21                  |              |
| 2015 | 1374620                     | 16550000                  | 9750000           | 6800000           | 12,07              | 7,11           | 4,96                  | 1,54         |
| 2016 | 1 387 790                   | 17 860 000                | 9 770 000         | 8 090 000         | 12,95              | 7,09           | 5,86                  | 1,70         |
| 2017 | 1 396 215                   | 17 230 000                | 9 860 000         | 7 370 000         | 12,64              | 7,06           | 5,58                  | 1,67         |
| 2018 | 1 402 760                   | 15 230 000                | 9 930 000         | 5 300 000         | 10,86              | 7,08           | 3,78                  | 1,55         |
| 2019 | 1 407 745                   | 14 650 000                | 9 980 000         | 4 670 000         | 10,41              | 7,09           | 3,32                  | 1,50         |
| 2020 | 1 411 100                   | 12 020 000                | 9 970 000         | 2 050 000         | 8,52               | 7,07           | 1,45                  | 1,28         |
| 2021 | 1 412 360                   | 10 620 000                | 10 140 000        | 480 000           | 7,52               | 7,18           | 0,34                  | 1,16         |
| 2022 | 1 411 750                   | 9 560 000                 | 10 410 000        | −850 000          | 6,77               | 7,37           | −0,60                 | 1,09         |
| 2023 | 1 409 670                   | 9 020 000                 | 11100000          | −2 080 000        | 6,39               | 7,87           | −1,48                 | 1,07         |
| 2024 | 1 408 280                   | 9 540 000                 | 10 930 000        | −1 390 000        | 6,77               | 7,76           | −0,99                 | 1,15         |

### Вікова структура

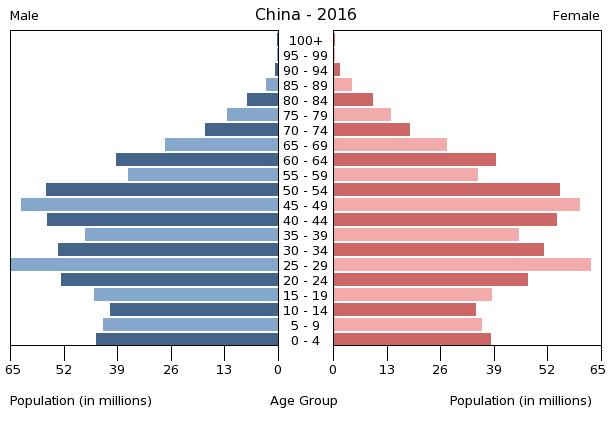
Віково-статева піраміда населення Китаю, 2016 рік

Середній вік населення Китаю становить 37,1 року (66-те місце у світі): для чоловіків — 36,2, для жінок — 38,1 року. Очікувана середня тривалість життя 2015 року становила 75,41 року (99-те місце у світі), для чоловіків — 73,38 року, для жінок — 77,73 року.
Вікова структура населення Китаю, станом на 2015 рік, виглядає наступним чином:
- діти віком до 14 років — 17,03 % (126 146 137 чоловіків, 107 410 265 жінок);
- молодь віком 15—24 роки — 13,82 % (100 380 703 чоловіка, 88 615 299 жінок);
- дорослі віком 25—54 роки — 47,95 % (334 240 795 чоловіків, 321 417 301 жінка);
- особи передпохилого віку (55—64 роки) — 11,14 % (77 098 602 чоловіка, 75 286 553 жінки);
- особи похилого віку (65 років і старіші) — 10,01 % (65 573 256 чоловіків, 71 316 477 жінок)[5].

### Шлюбність— розлучуваність
Коефіцієнт шлюбності, тобто кількість шлюбів на 1 тис. осіб за календарний рік, дорівнює 9,3; коефіцієнт розлучуваності — 2,0; індекс розлучуваності, тобто відношення шлюбів до розлучень за календарний рік — 22 (дані за 2010 рік). Середній вік, коли чоловіки беруть перший шлюб дорівнює 25,86 року, жінки — 23,89 року, загалом — 24,85 року (дані за 2010 рік).

## Розселення

Густота населення Китаю по провінціях

Густота населення країни 2015 року становила 146,6 особи/км² (84-те місце у світі). Розміщене населення нерівномірно. У східному Китаї на 1/5 території проживає ⅔ населення країни. Половина його зосереджена в приморських районах, західні та північно-західні райони країни з несприятливими природними умовами заселені все ще досить слабо. Протягом останніх десятиліть у результаті активізації економічного життя країни посилилися міграційні потоки робочої сили. Вони спрямовані з густозаселених районів Великої Китайської рівнини в провінції Північного, Північно-Східного, Північно-Західного і Південно-Східного Китаю. Зростає також сезонна і маятникова міграція в зонах міст-мільйонерів.

### Урбанізація
Китай високоурбанізована країна. Рівень урбанізованості становить 55,6 % населення країни (станом на 2015 рік), темпи зростання частки міського населення — 3,05 % (оцінка тренду за 2010—2015 роки).
Головні міста держави: Шанхай — 23,741 млн осіб, Пекін (столиця) — 20,384 млн осіб, Чунцін — 13,332 млн осіб, Гуанчжоу — 12,458 млн осіб, Тяньцзінь — 11,21 млн осіб, Шеньчжень — 10,749 млн осіб (дані за 2015 рік).

### Міграції
Річний рівень еміграції 2015 року становив 0,44 ‰ (133-тє місце у світі). Цей показник не враховує різниці між законними і незаконними мігрантами, між біженцями, трудовими мігрантами та іншими.

#### Біженці й вимушені переселенці
Станом на 2015 рік, в країні постійно перебуває 300,9 тис. біженців з В'єтнаму і невизначена кількість з Північної Кореї.
Китай є країною-спостерігачем в Міжнародної організації з міграції (IOM).

## Расово-етнічний склад
| Етнічний склад (2015 рік) | Етнічний склад (2015 рік) | Етнічний склад (2015 рік) | Етнічний склад (2015 рік) | Етнічний склад (2015 рік) |
| ------------------------- | ------------------------- | ------------------------- | ------------------------- | ------------------------- |
| Етнос:                    |                           |                           | Відсоток:                 |                           |
| китайці хань              | китайці хань              |                           | 91.6%                     | 91.6%                     |
| чжуани                    | чжуани                    |                           | 1.3%                      | 1.3%                      |
| інші                      | інші                      |                           | 7.1%                      | 7.1%                      |

Головні етноси країни: хань (китайці) — 91,6 %, чжуани — 1,3 %, інші (хуейці, манчьжури, уйгури, мяо, і, монголи, тибетці, яо, корейці, туцзяни, казахи, дуни, буї, хані, бай, лі, дайці й інші) — 7,1 % населення (оціночні дані за 2010 рік). Уряд Китаю офіційно виділяє 56 малих народностей, що проживають на території Китайської Народної Республіки.

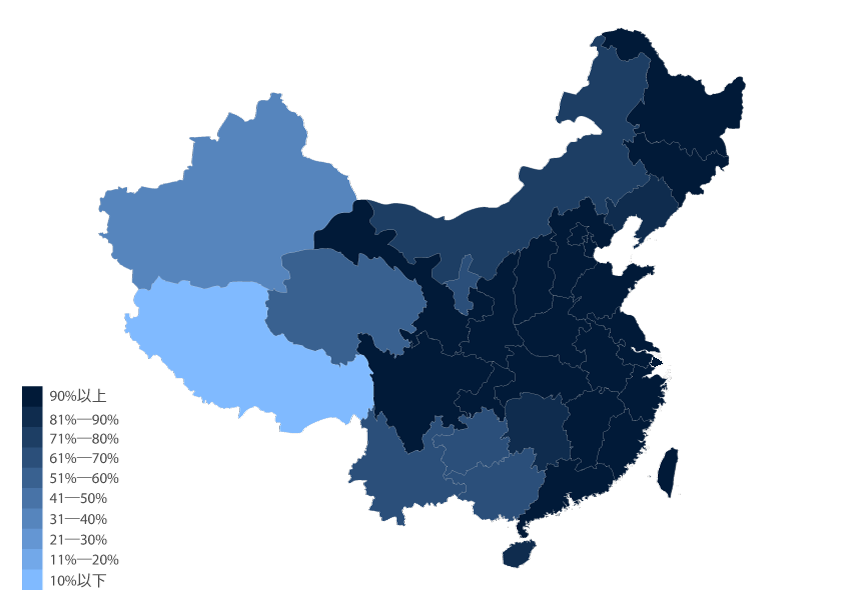
Питома вага етнічних китайців-хань по провінціях

Національний склад КНР за даними переписів населення (народи з чисельністю більше 1 млн осіб)
| Етнічна група | Мовна сім'я               | 1953        | %     | 1964        | %     | 1982        | %     | 1990          | %     | 2000          | %     | 2010          | %     |
| ------------- | ------------------------- | ----------- | ----- | ----------- | ----- | ----------- | ----- | ------------- | ----- | ------------- | ----- | ------------- | ----- |
| Китайці       | Китайські мови            | 547 283 057 | 93,94 | 651 296 368 | 94,22 | 936 703 824 | 93,30 | 1 039 187 548 | 91,92 | 1 137 386 112 | 91,53 | 1 220 844 520 | 91,60 |
| Чжуани        | Тай-кадайські мови        | 6 611 455   | 1,13  | 8 386 140   | 1,21  | 13 441 900  | 1,32  | 15 555 820    | 1,38  | 16 178 811    | 1,28  | 16 926 381    | 1,27  |
| Хуейцзу       | Китайські мови            | 3 559 350   | 0,61  | 4 473 147   | 0,64  | 7 207 780   | 0,71  | 8 612 001     | 0,76  | 9 816 802     | 0,78  | 10 586 087    | 0,79  |
| Маньчжури     | Тунгусо-маньчжурські мови | 2 418 931   | 0,42  | 2 695 675   | 0,39  | 4 299 950   | 0,43  | 9 846 776     | 0,87  | 10 682 263    | 0,84  | 10 387 958    | 0,78  |
| Уйгури        | Тюркські мови             | 3 640 125   | 0,62  | 3 996 311   | 0,58  | 5 917 030   | 0,59  | 7 207 024     | 0,64  | 8 399 393     | 0,66  | 10 069 346    | 0,76  |
| Мяо           | Мови мяо-яо               | 2 511 339   | 0,43  | 2 782 088   | 0,40  | 5 017 260   | 0,50  | 7 383 622     | 0,65  | 8 940 116     | 0,71  | 9 426 007     | 0,71  |
| І             | Тибето-бірманські мови    | 3 254 269   | 0,56  | 3380 960    | 0,49  | 5 492 330   | 0,54  | 6 578 524     | 0,58  | 7 762 286     | 0,61  | 8 714 393     | 0,65  |
| Туцзяни       | Тибето-бірманські мови    |             |       |             |       | 284 9       | 0,03  | 5 725 049     | 0,51  | 8 028 133     | 0,63  | 8 353 912     | 0,63  |
| Тибетці       | Тибето-бірманські мови    | 2 775 622   | 0,48  | 2 501 174   | 0,36  | 3 821 950   | 0,38  | 4 593 072     | 0,41  | 5 416 021     | 0,43  | 6 282 187     | 0,47  |
| Монголи       | Монгольські мови          | 1 462 956   | 0,25  | 1 965 766   | 0,28  | 3 402 200   | 0,34  | 4 802 407     | 0,42  | 5 813 947     | 0,46  | 5 981 840     | 0,45  |
| Буї           | Сино-тибетські мови       | 1 247 883   | 0,21  | 1 348 055   | 0,19  | 2 103 150   | 0,21  | 2 548 294     | 0,22  | 2 971 460     | 0,23  | 2 870 034     | 0,22  |
| Корейці       | корейська                 | 1 120 405   | 0,19  | 1 339 569   | 0,19  | 1 783 150   | 0,18  | 1 923 361     | 0,17  | 1 923 842     | 0,15  | 1 830 929     | 0,14  |
| Дуни          | Сино-тибетські мови       |             |       |             |       | 1 446 190   | 0,14  | 2 508 624     | 0,22  | 2 960 293     | 0,24  | 2 879 974     | 0,22  |
| Яо            | Мови мяо-яо               |             |       |             |       | 1 414 870   | 0,14  | 2 137 033     | 0,19  | 2 637 421     | 0,21  | 2 796 003     | 0,21  |
| Бай           | Сино-тибетські мови       |             |       |             |       | 1 147 360   | 0,11  | 1 598 052     | 0,14  | 1 858 063     | 0,15  | 1 933 510     | 0,15  |
| Хані          | Тибето-бірманські мови    |             |       |             |       | 1 063 300   | 0,11  | 1 254 800     | 0,11  | 1 439 673     | 0,12  | 1 660 932     | 0,12  |
| Казахи        | Тюркські мови             |             |       |             |       | 878 570     | 0,09  | 1 110 758     | 0,10  | 1 250 458     | 0,10  | 1 462 588     | 0,11  |
| Лі            | Сино-тибетські мови       |             |       |             |       | 882 030     | 0,09  | 1 112 498     | 0,10  | 1 247 814     | 0,10  | 1 463 064     | 0,11  |
| Дай           | Сино-тибетські мови       |             |       |             |       | 864 340     | 0,09  | 1 025 402     | 0,09  | 1 158 989     | 0,09  | 1 261 311     | 0,09  |

Національний склад по провінціях, за переписом 2000 року
| Провінція          | Чисельність   | Китайці | Чжуани | Хуейцзу | Маньчжури | Мяо    | Уйгури | Туцзяни | І      | Монголи | Тибетці | Буї   | Дуни  | Яо    | Корейці | Бай   | Хані  | Казахи | Лі     | Дай   | Ше    | Лісу  |
| ------------------ | ------------- | ------- | ------ | ------- | --------- | ------ | ------ | ------- | ------ | ------- | ------- | ----- | ----- | ----- | ------- | ----- | ----- | ------ | ------ | ----- | ----- | ----- |
| Пекін              | 13 569 194    | 95,7 %  | 0,1 %  | 1,7 %   | 1,8 %     |        |        | 0,1 %   |        | 0,3 %   |         |       |       |       | 0,2 %   |       |       |        |        |       |       |       |
| Тяньцзінь          | 9 848 731     | 97,3 %  |        | 1,8 %   | 0,6 %     |        |        |         |        | 0,1 %   |         |       |       |       | 0,1 %   |       |       |        |        |       |       |       |
| Хебей              | 66 684 419    | 95,6 %  |        | 0,8 %   | 3,2 %     |        |        |         |        | 0,3 %   |         |       |       |       |         |       |       |        |        |       |       |       |
| Шаньсі             | 32 471 242    | 99,7 %  |        | 0,2 %   |           |        |        |         |        |         |         |       |       |       |         |       |       |        |        |       |       |       |
| Внутрішня Монголія | 23 323 347    | 79,2 %  |        | 0,9 %   | 2,1 %     |        |        |         |        | 17,1 %  |         |       |       |       | 0,1 %   |       |       |        |        |       |       |       |
| Ляонін             | 41 824 412    | 83,9 %  |        | 0,6 %   | 12,9 %    |        |        |         |        | 1,6 %   |         |       |       |       | 0,6 %   |       |       |        |        |       |       |       |
| Цзілінь            | 26 802 191    | 90,8 %  |        | 0,5 %   | 3,7 %     |        |        |         |        | 0,6 %   |         |       |       |       | 4,3 %   |       |       |        |        |       |       |       |
| Хейлунцзян         | 36 237 576    | 95,1 %  |        | 0,3 %   | 2,9 %     |        |        |         |        | 0,4 %   |         |       |       |       | 1,1 %   |       |       |        |        |       |       |       |
| Шанхай             | 16 407 734    | 99,4 %  |        | 0,4 %   | 0,1 %     |        |        |         |        |         |         |       |       |       |         |       |       |        |        |       |       |       |
| Цзянсу             | 73 043 577    | 99,6 %  |        | 0,2 %   |           |        |        |         |        |         |         |       |       |       |         |       |       |        |        |       |       |       |
| Чжецзян            | 45 930 651    | 99,1 %  |        |         |           | 0,1 %  |        | 0,1 %   |        |         |         |       |       |       |         |       |       |        |        |       | 0,4 % |       |
| Аньхой             | 58 999 948    | 99,3 %  |        | 0,6 %   |           |        |        |         |        |         |         |       |       |       |         |       |       |        |        |       |       |       |
| Фуцзянь            | 34 097 947    | 98,3 %  |        | 0,3 %   |           | 0,1 %  |        | 0,1 %   |        |         |         |       |       |       |         |       |       |        |        |       | 1,1 % |       |
| Цзянсі             | 40 397 598    | 99,7 %  |        |         |           |        |        |         |        |         |         |       |       |       |         |       |       |        |        |       | 0,2 % |       |
| Шаньдун            | 89 971 789    | 99,3 %  |        | 0,6 %   |           |        |        |         |        |         |         |       |       |       |         |       |       |        |        |       |       |       |
| Хенань             | 91 236 854    | 98,7 %  |        | 1,0 %   | 0,1 %     |        |        |         |        | 0,1 %   |         |       |       |       |         |       |       |        |        |       |       |       |
| Хубей              | 59 508 870    | 95,6 %  |        | 0,1 %   |           | 0,4 %  |        | 3,7 %   |        |         |         |       | 0,1 % |       |         |       |       |        |        |       |       |       |
| Хунань             | 63 274 173    | 89,9 %  |        | 0,2 %   |           | 3,0 %  |        | 4,2 %   |        |         |         |       | 1,3 % | 1,1 % |         | 0,2 % |       |        |        |       |       |       |
| Ґуандун            | 85 225 007    | 98,5 %  | 0,7 %  |         |           | 0,1 %  |        | 0,2 %   |        |         |         |       | 0,1 % | 0,2 % |         |       |       |        |        |       |       |       |
| Ґуансі             | 43 854 538    | 61,6 %  | 32,4 % | 0,1 %   |           | 1,1 %  |        |         |        |         |         |       | 0,7 % | 3,4 % |         |       |       |        |        |       |       |       |
| Хайнань            | 7 559 035     | 82,6 %  | 0,7 %  | 0,1 %   |           | 0,8 %  |        |         |        |         |         |       |       | 0,1 % |         |       |       |        | 15,5 % |       |       |       |
| Чунцін             | 30 512 763    | 93,5 %  |        |         |           | 1,6 %  |        | 4,7 %   |        |         |         |       |       |       |         |       |       |        |        |       |       |       |
| Сичуань            | 82 348 296    | 95,0 %  |        | 0,1 %   |           | 0,2 %  |        | 0,1 %   | 2,6 %  | 0,1 %   | 1,5 %   |       |       |       |         |       |       |        |        |       |       |       |
| Ґуйчжоу            | 35 247 695    | 62,2 %  | 0,1 %  | 0,5 %   | 0,1 %     | 12,2 % |        | 4,1 %   | 2,4 %  | 0,1 %   |         | 7,9 % | 4,6 % | 0,1 % |         | 0,5 % |       |        | 0,2 %  |       | 0,1 % |       |
| Юньнань            | 42 360 089    | 66,6 %  | 2,7 %  | 1,5 %   |           | 2,5 %  |        |         | 11,1 % | 0,1 %   | 0,3 %   | 0,1 % |       | 0,4 % |         | 3,6 % | 3,4 % |        |        | 2,7 % |       | 1,4 % |
| Тибет              | 2 616 329     | 6,1 %   |        | 0,3 %   |           |        |        |         |        |         | 92,8 %  |       |       |       |         |       |       |        |        |       |       |       |
| Шеньсі             | 35 365 072    | 99,5 %  |        | 0,4 %   |           |        |        |         |        |         |         |       |       |       |         |       |       |        |        |       |       |       |
| Ґаньсу             | 25 124 282    | 91,2 %  |        | 4,7 %   | 0,1 %     |        |        |         |        | 0,1 %   | 1,8 %   |       |       |       |         |       |       |        |        |       |       |       |
| Цінхай             | 4 822 963     | 54,0 %  |        | 15,6 %  | 0,2 %     |        |        |         |        | 1,8 %   | 22,5 %  |       |       |       |         |       |       |        |        |       |       |       |
| Нінся              | 5 486 393     | 65,4 %  |        | 33,9 %  | 0,4 %     |        |        |         |        | 0,1 %   |         |       |       |       |         |       |       |        |        |       |       |       |
| Сіньцзян           | 18 459 511    | 40,6 %  |        | 4,5 %   | 0,1 %     |        | 45,2 % | 0,1 %   |        | 0,8 %   |         |       |       |       |         |       |       | 6,7 %  |        |       |       |       |
| КНР                | 1 242 612 226 | 91,5 %  | 1,3 %  | 0,8 %   | 0,9 %     | 0,7 %  | 0,7 %  | 0,6 %   | 0,6 %  | 0,5 %   | 0,4 %   | 0,2 % | 0,2 % | 0,2 % | 0,2 %   | 0,1 % | 0,1 % | 0,1 %  | 0,1 %  | 0,1 % | 0,1 % | 0,1 % |

## Мови

Етнолінгвістична мапа Китаю, 1983 рік

| Мови Китаю (2015 рік) | Мови Китаю (2015 рік) | Мови Китаю (2015 рік) | Мови Китаю (2015 рік) | Мови Китаю (2015 рік) |
| --------------------- | --------------------- | --------------------- | --------------------- | --------------------- |
| Мова:                 |                       |                       | Відсоток:             |                       |
| китайська             | китайська             |                       | %                     | %                     |
| інші                  | інші                  |                       | %                     | %                     |

Офіційна мова: стандартна китайська (путунхуа) — загальнодержавна. Інші регіональні офіційні мови: чжуанська (офіційна в Ґуансі-Чжуанському автономному районі), кантонський діалект (юе) (офіційна у Ґуандуні), монгольська (офіційна у Внутрішній Монголії), уйгурська (офіційна в Сіньцзянь-Уйгурському автономному районі), киргизька (офіційна в Сіньцзянь-Уйгурському автономному районі), тибетська (офіційна в Тибеті). Інші поширені мови: здебільшого самостійні мови, що вважаються діалектами китайської — кантонський (юе), шанхайський (у), північномінський (мінбей), тайванський (міннань), хайнанський (цюнвень), гань, хакка (кецзя), хой (ваньнань), цзінь.
- Етнолінгвістична мапа Китаю, 1983 рік (англ.)

## Релігії
| Релігії в Китаї (2009 рік) | Релігії в Китаї (2009 рік) | Релігії в Китаї (2009 рік) | Релігії в Китаї (2009 рік) | Релігії в Китаї (2009 рік) |
| -------------------------- | -------------------------- | -------------------------- | -------------------------- | -------------------------- |
| Віросповідання:            |                            |                            | Відсоток:                  |                            |
| атеїсти                    | атеїсти                    |                            | 52.2%                      | 52.2%                      |
| буддисти                   | буддисти                   |                            | 18.2%                      | 18.2%                      |
| християни                  | християни                  |                            | 5.1%                       | 5.1%                       |
| мусульмани                 | мусульмани                 |                            | 1.8%                       | 1.8%                       |
| місцеві вірування          | місцеві вірування          |                            | 21.9%                      | 21.9%                      |
| індуїсти                   | індуїсти                   |                            | 0.1%                       | 0.1%                       |
| юдаїзм                     | юдаїзм                     |                            | 0.1%                       | 0.1%                       |
| даоїсти                    | даоїсти                    |                            | 0.7%                       | 0.7%                       |

Головні релігії й вірування, які сповідує, і конфесії та церковні організації, до яких відносить себе населення країни: буддизм — 18,2 %, християнство — 5,1 %, іслам — 1,8 %, місцеві вірування — 21,9 %, індуїзм — 0,1 %, юдаїзм — 0,1 %, інші — 0,7 % (переважно даоїзм), не сповідують жодної — 52,2 % (станом на 2010 рік). Державна політика підтримує атеїсти на всіх рівнях культурного і громадського життя.

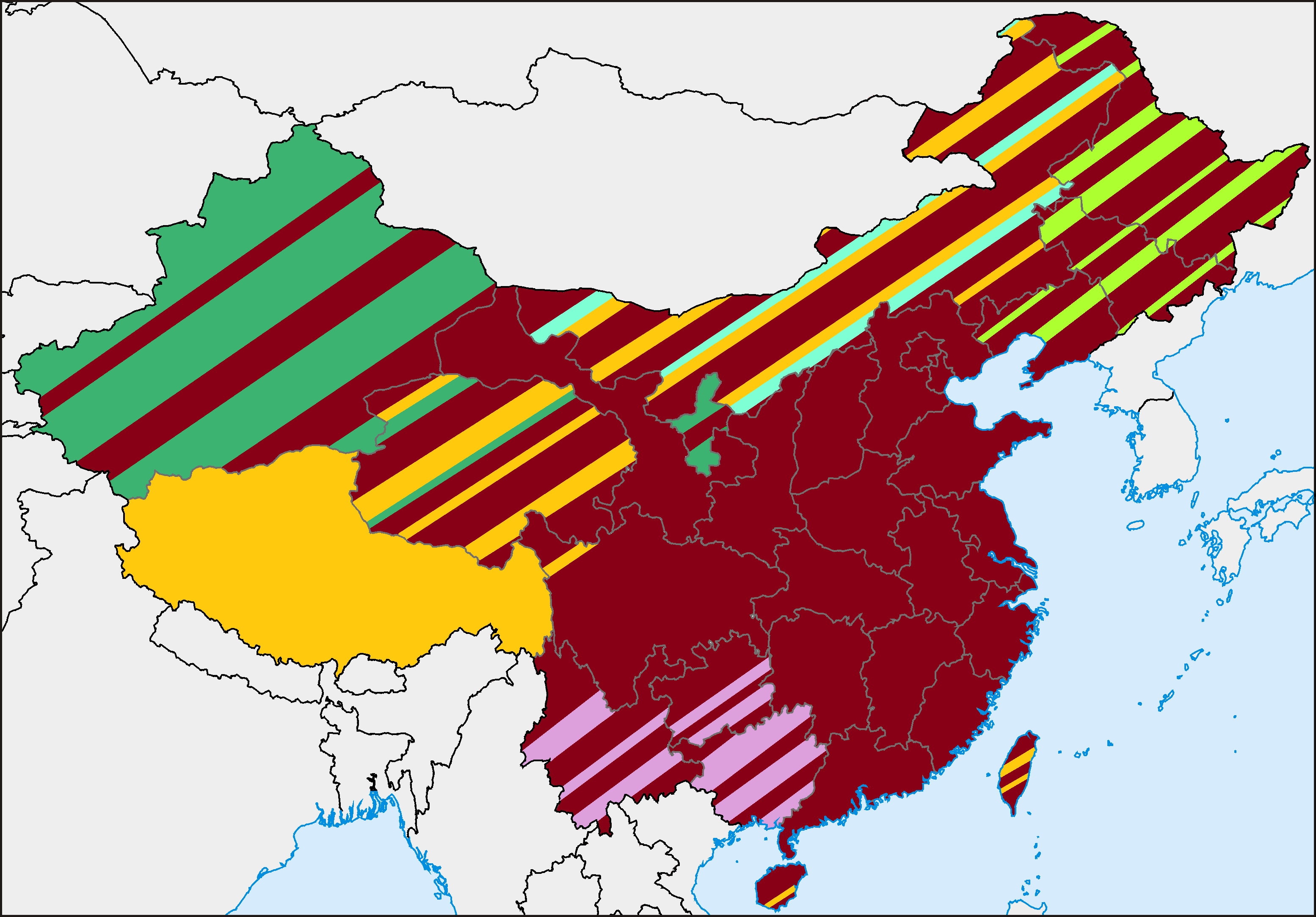
Поширення релігій в Китаї (англ.)

Заборона всіх релігійних груп була метою комуністичної влади в Китаї. Християнство намагались контролювати і організувати по-своєму. Це вдалося завдяки утворенню Патріотичного руху Трійці серед протестантів і Католицької патріотичної асоціації серед католиків 1958 року, які також терпіли утиски до 1978 року. Найбільші переслідування були під час культурної революції. Більшість Біблій було знищено, будинки віруючих розграбовано, а їх самих піддавали різним приниженням, багатьох арештували. Падіння комунізму у Східній Європі комуністи Китаю приписують релігії, тому зберігається суворий контроль над християнськими та мусульманськими організаціями, а нереєстрована діяльність переслідується. Ріст Християнської Церкви у Китаї з 1977 року не має аналогів у світовій історії. 1949 року нараховувалось 1,8 млн протестантів і 3,3 млн католиків, а 1992 року — 63 і 12 млн відповідно. У найбільш християнському місті Веньчжоу нараховується понад 300 тис. християн, хоча в 1960-х роках це місто було вибране як модель для антирелігійної кампанії. У 1983—1985 і з 1989 року переслідування були ослаблені, однак влада прагне закриття домашніх церков.

## Освіта
Рівень письменності 2015 року становив 96,4 % дорослого населення (віком від 15 років): 98,2 % — серед чоловіків, 94,5 % — серед жінок.
Дані про державні витрати на освіту у відношенні до ВВП країни, станом на 2015 рік, відсутні. Середня тривалість освіти становить 14 років, для хлопців — до 14 років, для дівчат — до 14 років (станом на 2014 рік).

## Охорона здоров'я
Забезпеченість лікарями в країні на рівні 1,49 лікаря на 1000 мешканців (станом на 2011 рік). Забезпеченість лікарняними ліжками в стаціонарах — 3,8 ліжка на 1000 мешканців (станом на 2011 рік). Загальні витрати на охорону здоров'я 2014 року становили 5,5 % ВВП країни (126-те місце у світі).
Смертність немовлят до 1 року, станом на 2015 рік, становила 12,44 ‰ (121-ше місце у світі); хлопчиків — 12,58 ‰, дівчаток — 12,27 ‰. Рівень материнської смертності 2015 року становив 27 випадків на 100 тис. народжень (116-те місце у світі).
Китай входить до складу ряду міжнародних організацій: Міжнародного руху (ICRM) і Міжнародної федерації товариств Червоного Хреста і Червоного Півмісяця (IFRCS), Дитячого фонду ООН (UNISEF), Всесвітньої організації охорони здоров'я (WHO).

### Захворювання
Потенційний рівень зараження інфекційними хворобами в країні середній. Найпоширеніші інфекційні захворювання: діарея, гепатит А, черевний тиф, японський енцефаліт, геморагічна гарячка з нирковим синдромом (HFRS) (станом на 2016 рік). 2012 року було зареєстровано 780,0 тис. хворих на СНІД (11-те місце у світі), це 0,1 % населення в репродуктивному віці 15-49 років (112-те місце у світі). Дані про кількість смертей від цієї хвороби за 2014 рік відсутні.
Частка дорослого населення з високим індексом маси тіла 2014 року становила 7,3 % (152-ге місце у світі); частка дітей віком до 5 років зі зниженою масою тіла становила 3,4 % (оцінка на 2010 рік). Ця статистика показує як власне стан харчування, так і наявну/гіпотетичну поширеність різних захворювань.

### Санітарія
Доступ до облаштованих джерел питної води 2015 року мало 97,5 % населення в містах і 93 % в сільській місцевості; загалом 95,5 % населення країни. Відсоток забезпеченості населення доступом до облаштованого водовідведення (каналізація, септик): в містах — 86,6 %, в сільській місцевості — 63,7 %, загалом по країні — 76,5 % (станом на 2015 рік). Споживання прісної води, станом на 2005 рік, дорівнює 554,1 км³ на рік, або 409,9 тонни на одного мешканця на рік: з яких 12 % припадає на побутові, 23 % — на промислові, 65 % — на сільськогосподарські потреби.

## Соціально-економічне положення
Співвідношення осіб що в економічному плані залежать від інших до осіб працездатного віку (15-64 роки) загалом становить 36,6 % (станом на 2015 рік): частка дітей — 23,5 %; частка осіб похилого віку — 13 %, або 7,7 потенційно працездатних на 1 пенсіонера. Загалом дані показники характеризують рівень затребуваності державної допомоги в секторах освіти, охорони здоров'я і пенсійного забезпечення, відповідно. З 1 січня 2016 року китайський уряд змінив демографічну політику «одна родина — одна дитина», якої дотримувався. За межею бідності (з 2011 року 2300 юаней на рік на одну особу) 2013 року перебувало 6,1 % населення. Розподіл доходів міських домогосподарств в країні виглядає наступним чином: нижній дециль — 1,7 %, верхній дециль — 30 % (станом на 2009 рік).
Станом на 2016 рік, в країні 1,2 млн осіб не має доступу до електромереж; 99,9 % населення має доступ, в містах цей показник дорівнює 100 %, у сільській місцевості — 99,8 %. Рівень проникнення інтернет-технологій середній. Станом на липень 2015 року в країні налічувалось 687,845 млн унікальних інтернет-користувачів (1-ше місце у світі), що становило 50,3 % від загальної кількості населення країни.

### Трудові ресурси
Загальні трудові ресурси 2012 року становили 804 млн осіб, загальна кількість населення країни у віці 15-64 років — 1,004 млрд осіб (1-ше місце у світі). Зайнятість економічно активного населення у господарстві країни розподіляється наступним чином: аграрне, лісове і рибне господарства — 33,6 %; промисловість і будівництво — 30,3 %; сфера послуг — 36,1 % (станом на 2012 рік). Безробіття 2014 року дорівнювало 4,2 % працездатного населення, 2013 року — 4,1 % (39-те місце у світі). Офіційна статистика враховує лише міських безробітних.

## Кримінал

### Наркотики

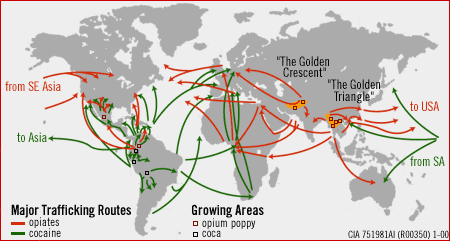
Світові маршрути наркотрафіку

Значний перевалочний пункт для героїну із Золотого трикутника Південно-Східної Азії; зростаюче внутрішнє споживання синтетичних наркотичних засобів і героїну з Південно-Східної та Південно-Західної Азії; виробництво метамфетамінів і прекурсорів героїну, незважаючи на нові правила регулювання для хімічної промисловості. У Китаї більш ніж де-небудь у світі засуджених і страчених за наркозлочини (оцінка ситуації 2008 року).

### Торгівля людьми
Згідно зі щорічною доповіддю про торгівлю людьми (англ. Trafficking in Persons Report) Управління з моніторингу та боротьби з торгівлею людьми Державного департаменту США, уряд Китаю не докладає зусиль в боротьбі з явищем примусової праці, сексуальної експлуатації, незаконною торгівлею внутрішніми органами, законодавство не відповідає мінімальним вимогам американського закону 2000 року щодо захисту жертв (англ. Trafficking Victims Protection Act’s), країна знаходиться у списку третього рівня.

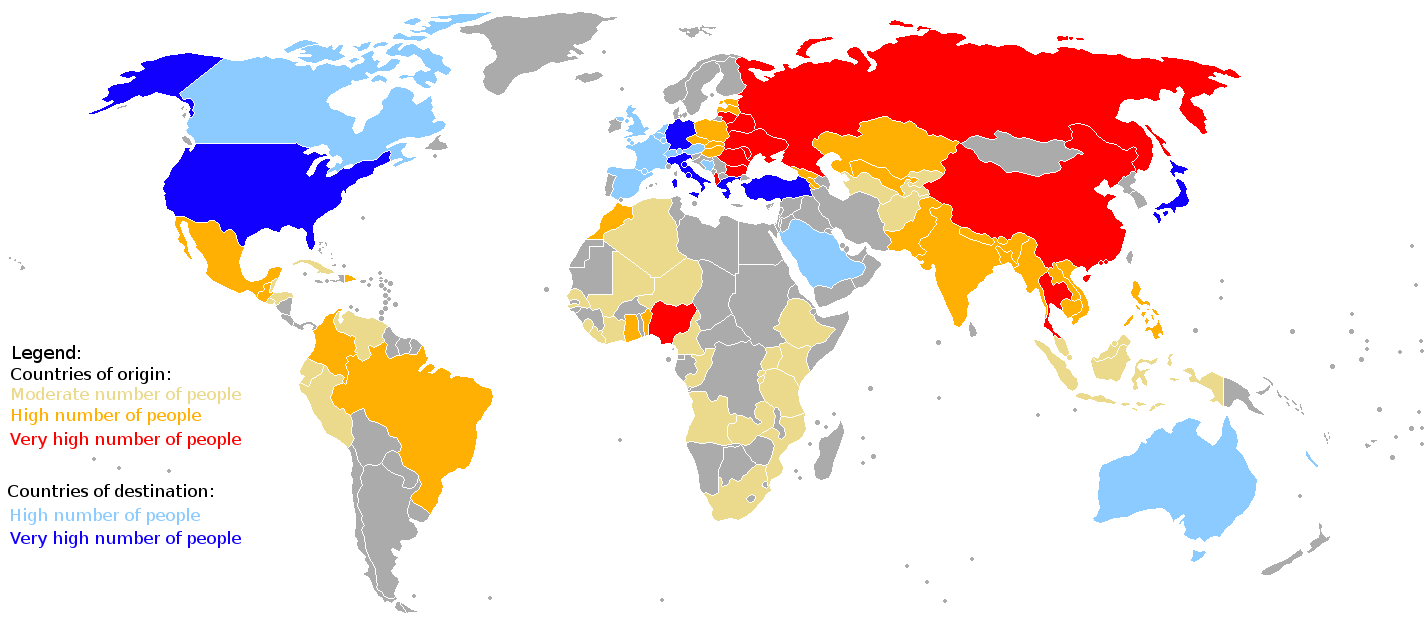
Країни-донори (червоний) і країни-реципієнти кримінальних потоків  (англ.)
Глобальна боротьба з торгівлею людьми (англ.)

## Гендерний стан
Статеве співвідношення (оцінка 2015 року):
- при народженні — 1,15 особи чоловічої статі на 1 особу жіночої;
- у віці до 14 років — 1,17 особи чоловічої статі на 1 особу жіночої;
- у віці 15-24 років — 1,13 особи чоловічої статі на 1 особу жіночої;
- у віці 25-54 років — 1,04 особи чоловічої статі на 1 особу жіночої;
- у віці 55-64 років — 1,02 особи чоловічої статі на 1 особу жіночої;
- у віці старше за 64 роки — 0,92 особи чоловічої статі на 1 особу жіночої;
- загалом — 1,06 особи чоловічої статі на 1 особу жіночої[5].

## Демографічні дослідження
Демографічні дослідження в країні ведуться рядом державних і наукових установ:
- Національне бюро статистики Китаю;
- Китайський демографічний інформаційно-дослідний центр;
- Китайський інститут народонаселення і економіки праці;
- Фонд добробуту населення Китаю.

Останній (шостий) національний перепис населення Китаю було проведено 1 листопада 2010 року.

### Українською
- Атлас. 10-11 клас. Економічна і соціальна географія світу / упорядники :  О. Я. Скуратович, Н. І. Чанцева. — К. : ДНВП «Картографія», 2010. — ISBN 978-966-475-639-3.
- Атлас світу / голов. ред. І. С. Руденко ; зав. ред. В. В. Радченко ; відп. ред. О. В. Вакуленко. — К. : ДНВП «Картографія», 2005. — 336 с. — ISBN 9666315467.
- Безуглий В. В. Економічна і соціальна географія зарубіжних країн : Навчальний посібник. — К. : ВЦ «Академія», 2007. — 704 с. — ISBN 978-966-580-239-6.
- Безуглий В. В., Козинець С. В. Регіональна економічна і соціальна географія світу : Навчальний посібник. — видання 2-ге, доп., перероб. — К. : ВЦ «Академія», 2007. — 688 с. — ISBN 966-580-144-9.
- Головченко В. І., Кравчук О. Країнознавство: Азія, Африка, Латинська Америка, Австралія і Океанія. — К., 2006. — 335 с. — ISBN 966-8939-04-2.
- Гудзеляк І. І. Географія населення: Навчальний посібник / І. Гудзеляк. — Л. : Видавничий центр ЛНУ імені Івана Франка, 2008. — 232 с. — ISBN 978-966-613-599-8.
- Дахно І. І. Країни світу: Енциклопедичний довідник / І. І. Дахно, С. М. Тимофієв. — К. : Мапа, 2011. — 606 с. — (Бібліотека нового українця) — ISBN 978-966-8804-23-6.
- Дахно І. І. Економічна географія зарубіжних країн : навчальний посібник. — К. : Центр учбової літератури, 2014. — 319 с. — ISBN 978-611-01-0682-5.
- Джаман В. О. Регіональні системи розселення: демографічні аспекти. — Чернівці : Рута, 2003. — 392 с. — ISBN 9665685988.
- Дорошенко Л. С. Демографія: Навчальний посібник. — К. : МАУП, 2005. — 112 с. — ISBN 966-608-442-2.
- Дубович І. А. Країнознавчий словник-довідник. — 5-те вид., перероб. і доп. — К. : Знання, 2008. — 839 с. — ISBN 978-966-346-330-8.
- Економічна і соціальна географія країн світу. Навчальний посібник / За ред. Кузика С. П. — Л. : Світ, 2002. — 672 с. — ISBN 966-603-178-7.
- Загальна медична географія світу / В. О. Шевченко [та ін.] — К. : [б.в.], 1998. — 178 с.
- Ігнатьєв П. М. Країнознавство: Країни Азії. — Ч. : Книги-XXI, 2004. — 383 с. — ISBN 966-8029-53-4.
- Книш М. М., Мамчур О. І. Регіональна економічна і соціальна географія світу (Латинська Америка та Карибські країни, Африка, Азія, Океанія) : навч. посіб. — Л. : ЛНУ ім. Івана Франка, 2013. — 368 с. — ISBN 978-617-10-0007-0.
- Крисаченко В. С. Динаміка населення: Популяційні, етнічні та глобальні виміри. — К. : Видавництво Національного інституту стратегічних досліджень, 2005. — 368 с. — ISBN 966-554-083-1.
- Любіцева О. О., Мезенцев К. В., Павлов С. В. Географія релігій. — К. : АртЕК, 1999. — 504 с. — ISBN 966-505-006-0.
- Масляк П. О. Країнознавство. — К. : Знання, 2007. — 292 с. — (Вища освіта XXI століття)
- Масляк П. О., Дахно І. І. Економічна і соціальна географія світу / П. О. Масляк, І. І. Дахно ; за ред. П. О. Масляка. — К. : Вежа, 2003. — 280 с. — ISBN 966-7091-53-8.

### Російською
- (рос.) Китай // Демографический энциклопедический словарь / главн. ред. Валентей Д. И. — М. : Советская энциклопедия, 1985. — 608 с.
- (рос.) Китай // Страны и народы. Зарубежная Азия. Восточная и Центральная Азия / Редкол. : М. И. Сладковский (отв. ред.) и др. — М. : «Мысль», 1982. — 284 с. — (Страны и народы) — 180 тис. прим.
- (рос.) Атлас народов мира / Отв. ред. С. И. Брук и В. С. Апенченко. — М. : ГУГК ГГК СССР и Институт этнографии им. Н. Н. Миклухо-Маклая АН СССР, 1964. — 185 с. — 20 тис. прим.
- (рос.) Численность и расселение народов мира. Этнографические очерки / под ред. С. И. Брука. — М. : Издательство АН СССР, 1962. — 487 с.
- (рос.) Лаппо Г. М. География городов: Учебное пособие для географических факультетов вузов. — М. : Туманит, изд. центр ВЛАДОС, 1997. — 476 с. — ISBN 5-691-00047-0.
- (рос.) Ягельский А. География населения. — М. : Прогресс, 1980. — 383 с.